# 吴其贵墓
吴其贵墓，位于中国广东省清远市英德市英城镇龙头村，为清远市英德市的一个市级文物保护单位，类型为古墓葬，公布时间为1995年12月。
吴其贵墓的历史年代为明代。